# Bulbophyllum pustulatum
Bulbophyllum pustulatum är en orkidéart som beskrevs av Henry Nicholas Ridley. Bulbophyllum pustulatum ingår i släktet Bulbophyllum och familjen orkidéer. Inga underarter finns listade i Catalogue of Life.